# Fundación Casa Rafael Pombo
La Fundación Casa Rafael Pombo, inaugurada en 1985, se encuentra ubicada en la casa natal del poeta Rafael Pombo, en el barrio La Candelaria de la ciudad de Bogotá, Colombia. Como homenaje póstumo al poeta y escritor de la literatura infantil colombiana se fundó una biblioteca para albergar toda su obra literaria dedicada al público infantil y juvenil.

## La biblioteca
La biblioteca, que alberga unos 4000 volúmenes, es un edificio de dos plantas pintado de alegres colores y decorado con los personajes más representativos de la obra del escritor. Se pueden recorrer sus salas donde se muestra a los visitantes la historia del poeta.
Esta casa es un espacio para niños de todas las edades en el que se pueden acomodar libremente para leer. En ella, además de salas de lectura y salas multimedia se llevan a cabo diferentes actividades lúdicas y académicas, visitas con guía o vacaciones recreativas y también se celebran ferias y festivales.

## Algunas de las obras
- El renacuajo paseador, también conocida como Rinrin Renacuajo.[2]
- Mirringa mirronga. conocido como la gata candonga.[3]
- La pobre viejecita, poema, al parecer de origen cubano.[4]
- Simón el bobito, traducción y versión del poema Simple Simon.
- El Mosquito Feliz, también conocida como Limpia tu nariz.